# Авдикович Стефанія Орестівна
Стефанія Орестівна Авдикович, у шлюбі Ґерассі (17 травня 1903, Перемишль — 03 вересня 1989, Віндем (Вермонт)) — українська мисткиня, викладачка, феміністка.

## Життєпис
Батько — Орест Авдикович, український письменник, педагог, літературознавець.
Мати — Климентина Авдикович-Глинська, українська промисловиця, підприємиця, меценатка та феміністка, засновниця однієї з перших українських фабрик у Галичині та фабрики солодощів «Фортуна Нова» (нині частина Світоч).
Онука о. Миколи Січинського, громадського діяча, посла до Галицького сейму, одного з діячів «Нової ери».
Племінниця Мирослава Січинського, українського громадсько-політичного діяча.
Дружина іспанського художника сефардського походження Фернандо Ґерассі.
Син — Джон «Тіто» Ґерассі, професор, журналіст, науковець, політичний активіст.
Народилася у Перемишлі. Після смерті батька, Ореста Авдиковича, мати Климентина Авдикович заснувала у Перемишлі фабрику солодощів, яка згодом була перебазована до Львова.
Навчалася в Сорбонні, була близькою товаришкою Симони де Бовуар та Жана-Поля Сартра. Симона де Бовуар у своїх мемуарах часто згадує про українку зі Львова, Стефу Авдикович.
У Берліні у 1922 р. познайомилася із майбутнім чоловіком, іспанським художником Фернандо Ґерассі. Вони одружилися у 1929 р., а у 1931 р. в Парижі у них народився син Джон «Тіто» Ґерассі, що був названий на честь Жана-Поля Сартра, з яким родина продовжувала близько товаришувати.
У Парижі Стефанія та Фернандо належали до товариства митців та інтелектуалів Монпарнасу, що включало також Жана-Поля Сартра та Пабло Пікассо.
У 1941 р. у зв'язку з ІІ Світовою війною сім'я виїхала до Португалії, а згодом покинула Європу та прибула до Нью-Йорка.
На запрошення Кармеліти Гінтон (Carmelita Hinton), засновниці та директорки вищої школи Putney School у Вермонті, Стефанія викладала там історію та іноземні мови, а Фернандо Ґерассі — мистецтво. 